# Loro Piana
Loro Piana S.p.A. – włoskie przedsiębiorstwo specjalizujące się w produkcji wysokiej jakości odzieży z kaszmiru i wełny.
Loro Piana pozyskuje rzadkie surowce świata, w tym unikalny kaszmir od kozłów w północnych Chinach i Mongolii, wicunii z Andów, drobnej wełny merynosa z Australii i Nowej Zelandii i włókna kwiatu lotosu z Birmy. Wszystkie kolekcje gotowych do noszenia ubrań i dodatków są produkowane we Włoszech.

## Historia
Pochodząca z Trivero w północnych Włoszech, rodzina Loro Piana zaczęła handlować wełną na początku XIX wieku. W 1924 r. Pietro Loro Piana założył firmę Loro Piana & C. Bratanek Pietro, Franco, przejął władzę w 1941 roku, a po wojnie firma zaczęła zdobywać reputację dostawcy tkanin wełnianych i kaszmirowych dla rosnącej branży haute couture, zarówno w kraju, jak i za granicą. W latach siedemdziesiątych Sergio i Pier Luigi Loro Piana przejęli cugle, dywersyfikując towary luksusowe i rozwijając międzynarodowe ramię sprzedaży detalicznej.